# SYT6
SYT6‏ (Synaptotagmin 6) هوَ بروتين يُشَفر بواسطة جين SYT6 في الإنسان.